# Nguyễn Tử Kiến
Nguyễn Tử Kiến (chữ Hán: 阮子建) (1477 - ?) là thượng thư bộ Lại thời Lê sơ, đỗ đồng tiến sĩ khoa Nhâm Tuất niên hiệu Cảnh Thống.

## Thân thế
Nguyễn Tử Kiến là người làng Trạch Lôi, huyện Thạch Thất (Hà Nội).

## Sự nghiệp
Ông đậu Đệ tam giáp đồng tiến sĩ xuất thân khoa Nhâm Tuất năm Cảnh Thống 1502 lúc 26 tuổi. Nguyễn Tử Kiến làm quan đến chức Lại bộ thượng thư, tước hầu. Về sau khi nhà Mạc giành ngôi nhà Lê sơ, ông không chịu theo.

## Nhận định
Theo Phan Huy Chú, do không theo nhà Mạc, Nguyễn Tử Kiến được khen là có tiết nghĩa. Phan Huy Chú có viết một mục về ông trong Lịch triều hiến chương loại chí phần "Nhân vật chí", ở quyển "Bề tôi tiết nghĩa".